# Tricyanaula
Tricyanaula är ett släkte av fjärilar. Tricyanaula ingår i familjen stävmalar.
Kladogram enligt Catalogue of Life:
| Tricyanaula | \| \| Tricyanaula amethystias \| \| \| \| \| \| Tricyanaula anthistis \| \| \| \| \| \| Tricyanaula augusta \| \| \| \| \| \| Tricyanaula aurantiaca \| \| \| \| \| \| Tricyanaula cyanozona \| \| \| \| \| \| Tricyanaula hoplocrates \| \| \| \| |
|             | \| \| Tricyanaula amethystias \| \| \| \| \| \| Tricyanaula anthistis \| \| \| \| \| \| Tricyanaula augusta \| \| \| \| \| \| Tricyanaula aurantiaca \| \| \| \| \| \| Tricyanaula cyanozona \| \| \| \| \| \| Tricyanaula hoplocrates \| \| \| \| |
|             | Tricyanaula amethystias |
|             | |
|             | Tricyanaula anthistis |
|             | |
|             | Tricyanaula augusta |
|             | |
|             | Tricyanaula aurantiaca |
|             | |
|             | Tricyanaula cyanozona |
|             | |
|             | Tricyanaula hoplocrates |
|             | |